# Halowe Mistrzostwa Europy w Lekkoatletyce 1988 – bieg na 60 m mężczyzn
Bieg na 60 metrów mężczyzn – jedna z konkurencji biegowych rozgrywanych podczas halowych lekkoatletycznych mistrzostw Europy w  hali Sport Csárnok w Budapeszcie. Eliminacje, półfinały i bieg finałowy zostały rozegrane 5 marca 1988. Zwyciężył reprezentant Wielkiej Brytanii Linford Christie. Tytułu zdobytego na poprzednich mistrzostwach nie bronił Marian Woronin z Polski.

## Rezultaty

### Eliminacje
Rozegrano 4 biegi eliminacyjne, do których przystąpiło 18 biegaczy. Awans do półfinałów dawało zajęcie jednego z pierwszych dwóch miejsc w swoim biegu (Q). Skład półfinałów uzupełniło czterech zawodników z najlepszym czasem wśród przegranych (q).
Opracowano na podstawie materiału źródłowego.
Bieg 1
| Miejsce | Zawodnik            | Czas | Uwagi |
| ------- | ------------------- | ---- | ----- |
| 1       | Sven Matthes        | 6,65 | Q     |
| 2       | Andreas Berger      | 6,67 | Q     |
| 3       | Barrington Williams | 6,67 | q     |
| 4       | José Javier Arqués  | 6,71 | q     |
| 5       | Fritz Heer          | 6,87 |       |

Bieg 2
| Miejsce | Zawodnik          | Czas | Uwagi |
| ------- | ----------------- | ---- | ----- |
| 1       | Ronald Desruelles | 6,65 | Q     |
| 2       | Antonio Ullo      | 6,69 | Q     |
| 3       | Jiří Valík        | 6,78 |       |
| 4       | Daniel Darien     | 6,85 |       |
| 5       | Sándor Tóth       | 6,91 |       |

Bieg 3
| Miejsce | Zawodnik         | Czas | Uwagi |
| ------- | ---------------- | ---- | ----- |
| 1       | Anri Grigorow    | 6,65 | Q     |
| 2       | Linford Christie | 6,67 | Q     |
| 3       | Stephan Schütz   | 6,76 | q     |
| 4       | Endre Havas      | 6,84 |       |

Bieg 4
| Miejsce | Zawodnik             | Czas | Uwagi |
| ------- | -------------------- | ---- | ----- |
| 1       | Walentin Atanasow    | 6,67 | Q     |
| 2       | Pierfrancesco Pavoni | 6,67 | Q     |
| 3       | László Karaffa       | 6,70 | q     |
| 4       | Luís Cunha           | 7,00 |       |

### Półfinały
Rozegrano 2 biegi półfinałowe, w których wystartowało 12 biegaczy. Awans do finału dawało zajęcie jednego z trzech pierwszych miejsc w swoim biegu (Q).
Opracowano na podstawie materiału źródłowego.
Bieg 1
| Miejsce | Zawodnik             | Czas | Uwagi |
| ------- | -------------------- | ---- | ----- |
| 1       | Ronald Desruelles    | 6,61 | Q     |
| 2       | Walentin Atanasow    | 6,61 | Q     |
| 3       | Pierfrancesco Pavoni | 6,62 | Q     |
| 4       | Barrington Williams  | 6,68 |       |
| 5       | László Karaffa       | 6,68 |       |
| 6       | Stephan Schütz       | 6,66 |       |

Bieg 2
| Miejsce | Zawodnik           | Czas | Uwagi |
| ------- | ------------------ | ---- | ----- |
| 1       | Linford Christie   | 6,55 | Q     |
| 2       | Sven Matthes       | 6,60 | Q     |
| 3       | Antonio Ullo       | 6,62 | Q     |
| 4       | Andreas Berger     | 6,62 |       |
| 5       | Anri Grigorow      | 6,62 |       |
| 6       | José Javier Arqués | 6,70 |       |

### Finał
Opracowano na podstawie materiału źródłowego.
| Miejsce | Zawodnik             | Czas | Uwagi |
| ------- | -------------------- | ---- | ----- |
| 1       | Linford Christie     | 6,57 |       |
| 2       | Ronald Desruelles    | 6,60 |       |
| 3       | Walentin Atanasow    | 6,60 |       |
| 4       | Sven Matthes         | 6,60 |       |
| 5       | Pierfrancesco Pavoni | 6,62 |       |
| 6       | Antonio Ullo         | 6,63 |       |